# Frans, Ain
Frans är en kommun i departementet Ain i regionen Auvergne-Rhône-Alpes i östra Frankrike. Kommunen ligger  i kantonen  Trévoux som ligger i arrondissementet Bourg-en-Bresse. Kommunens areal är 7,98 km². År 2022 hade Frans 2 547 invånare.

## Befolkningsutveckling
Antalet invånare i kommunen Frans
Referens: INSEE